# Hermann Kiese
Hermann Kiese (8 de mayo de 1865 en Vieselbach, Thuringia Alemania – 22 de septiembre de 1923) fue un rosalista alemán reconocido por las obtenciones conseguidas. 

## Biografía
Hermann Kiese nació en Vieselbach, Thuringia, Alemania el 8 de mayo de 1865.
Trabajó durante 22 años como jardinero en la rosaleda Johann Christoff Schmidt de Erfurt.
En 1904 comenzó su propio vivero en Vieselbach cerca de Erfurt. 
Hermann Kiese es uno de los fundadores del Verein Deutscher Rosenfreunde - VDR (Unión de Amigos alemanes de las Rosas). 
De 1911 a 1916 fue jefe de redacción de la revista Rosen-Zeitung. En consecuencia, compartió esta responsabilidad con Friedrich Ries hasta 1919. 
Hermann Kiese murió el 22 de septiembre de 1923
Se especializó en Híbrido Polyantha y Trepadores, pero introdujo algunas Híbrido de té. 
Entre sus numerosas creaciones son:
| - 'Leuchtstern' (1899), - 'Lohengrin' (1903), - 'Blumenschmidt' (1906), - 'Tausendschön' (1906), - 'Kronprinzessin Cecilie' (1907), - 'Otto von Bismarck' (1908), - 'Eisenach' (1909), - 'Veilchenblau' (1909), - 'Kiese' (1910), - 'Weisse Tausendschön' (1910), - 'Deutschland' (1910), - 'Hermann Lüder' (1910)', - 'Lilli von Posern' (1910), - 'Lisbeth von Kamecke' (1910), - 'Nordlicht' (1910), - 'Perle von Britz' (1910), | - 'Stadtrat Glaser' (1910), - 'Wartburg' (1910), - 'Andreas Hofer' (1911), - 'Gräfin Chotek' (1911), - 'Frau Anna Lautz' (1912), - 'Hackeburg' (1913), - 'Paula Clegg' (1912), - 'Grossherzogin Feodora von Sachsen' (1913), - 'Loreley' (1913), - 'Andenken an Breslau' (1913), - 'Grossherzogin Feodora von Sachsen' (1913), - 'Loreley' (1913), - 'Ludwig Möller' (1915), - 'Siegesperle' (1915), - 'Hindenburg' (1916), - 'Dannenberg' (1916), - 'Admiral Tirpitz' (1918), | - 'Gruß an Frankfurt' (1918), - 'Freudenfeuer' (1918), - 'Fürst Leopold IV zu Schaumburg-Lippe' (1918), - 'Gertrud Kiese' (1918), - 'Fliegerheld Öhring' (1919), - 'Deutsche Hoffnung' (1919), - 'Heldengruß' (1919), - 'Gruß am Weimar' (1919), - 'Rudelsburg' (1919), - 'Schön Ingeborg' (1921), - 'Käthchen von Heilbronn' (1922), - 'Louis Kahle' (1922), - 'Vater Rhein' (1922), - 'Perle von Hohenstein' (1923), - 'Frau Prof. Gnau' (1925), - 'Kleine Echo' (1925), - 'Weiße Echo' (1925), |

Después de su muerte, los siguientes cultivares se han atribuido a Hermann Kiese:
- 'Märchen' (1927),
- 'Martin Liebau' (1930)

El rosalista Philipp Geduldig nombró el cultivar 'Hermann Kiese' en 1906 para honrificar al creador Hermann Kiese.

## Algunas de lasobtenciones

Detalles
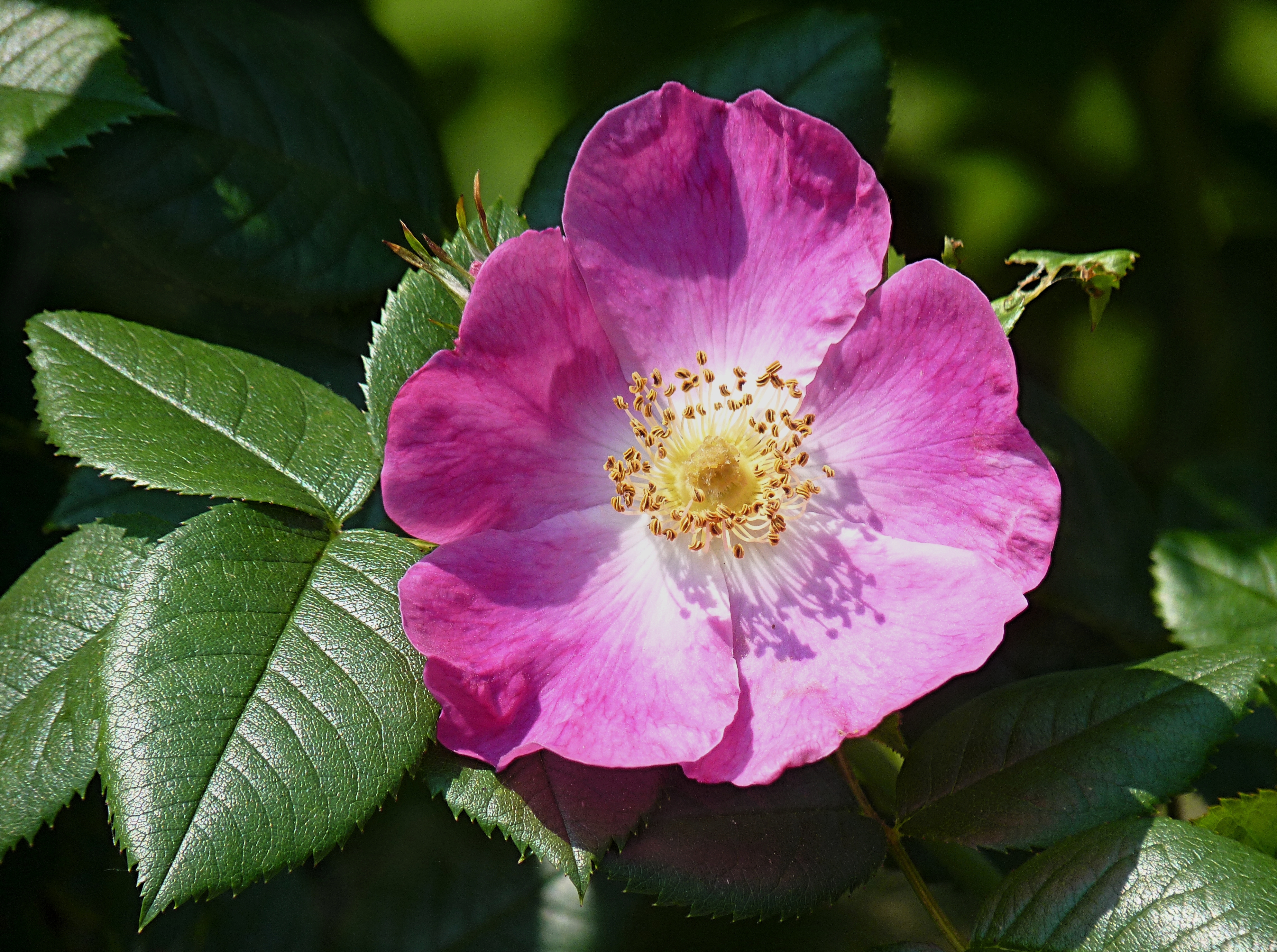
'Kiese' Kiese 1910. Rosa híbrido de R. canina.
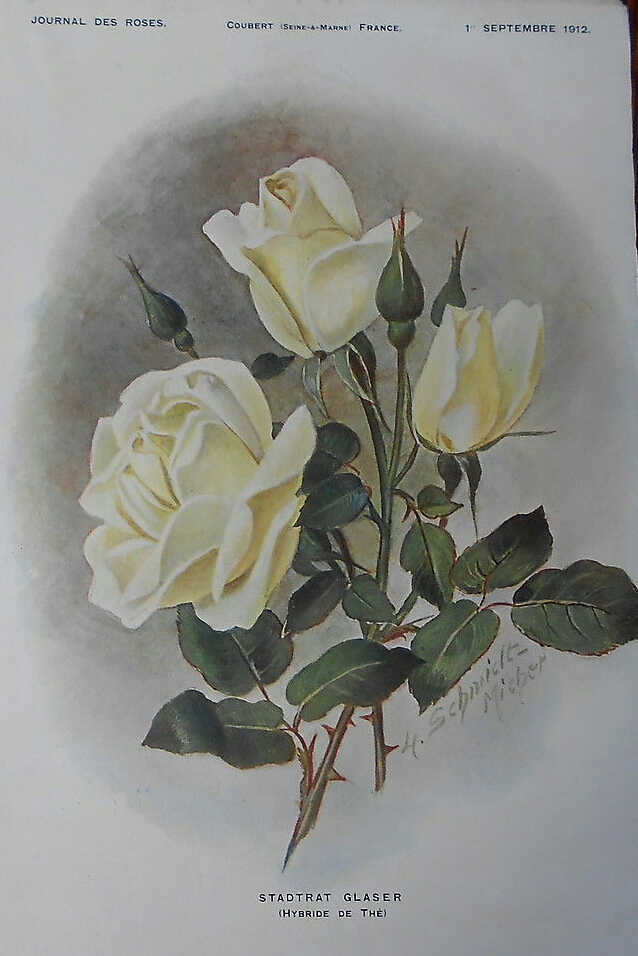
'Stadtrat Glaser' Kiese 1910. Rosa híbrido de té.